# 사르카르
사르카르(힌디어: सरकार, 우르두어: سركار, 펀자브어: ਸਰਕਾਰ, 벵골어: সরকার, 시르카르라고도 발음함)는 역사적인 행정 구역으로, 주로 무굴 제국에서 사용되었다. 사르카르는 수바 또는 속주의 하위 행정 구역이었으며, 사르카르는 다시 마할라 또는 파르가나로 나뉘었다.

## 같이 보기
- 인도의 행정 구역